# Carex bitchuensis
Carex bitchuensis är en halvgräsart som beskrevs av T.Hoshino och Hiroshi Ikeda. Carex bitchuensis ingår i släktet starrar, och familjen halvgräs. Inga underarter finns listade i Catalogue of Life.